# Disputa di Gesù nel Tempio
La Disputa di Gesù nel Tempio è un dipinto olio su tela di Jacopo Robusti conosciuto come Tintoretto e conservato nel Grande Museo del Duomo di Milano.

## Storia
(7 luglio 1958 Corriere dell'informazione Milano)
La prima indicazione del dipinto risale al 1638, inserito nell'inventario della galleria arcivescovile di Milano senza nessuna attribuzione. Nel 1650 viene indicato come opera del Robusti. Giorgio Nicodemi invece lo indicò come opera della bottega del Tintoretto. 
Il dipinto, di grandi dimensioni, fu ritrovato nel 1954 nei sotterranei del duomo di Milano dove era stato posto per poterlo riparare dagli attacchi aerei compiuti su Milano durante la seconda guerra mondiale,  Ad assegnarlo al Tintoretto fu Francesco Arcangeli, l'anno successivo quando la tela si trovava nello studio di Mario Rossi che ne curava il primo restauro. Fu ipotizzato che la tela fosse stata commissionata da Filippo Archinto a Venezia e portato poi a Milano nel 1556 quando venne nominato arcivescovo della città lombarda, diventando poi parte della galleria di Cesare Monti suo successore. Questo non è documentato in quanto nessun documento veneziano riporta la realizzazione della tela, potrebbe quindi essere stata eseguita a Milano dall'artista.
La datazione della tela intorno al 1540-1542 avrebbe conferma con il confronto dei soffitti Ca' Pisani di Modena della Galleria Estense del 1542.
Fu oggetto di restauro nel 2017 con la rimozione della vernice riportando alla luce i colori originali della tela.

## Descrizione e stile
Il dipinto rappresenta sicuramente un momento importante della storia artistica giovanile del Tintoretto che propone un'opera molto intraprendente per il tempo e particolarmente originale. L'opera si avvicina alla Sacra conversazione conservata in collezione privata e realizzata nel 1540.
La grande tela raffigura la disputa di Gesù con dottori del tempio, evento ripreso nel Vangelo secondo Luca (2,41-50), inserito in una struttura molto scenica tra quinte composte da colonne che svaniscono.  Il giovane è raffigurato seduto in alto, su di uno scranno posto in cima a una gradinata, e due lati molte persone in movimento che riempiono completamente la scena. Sul lato destro della tela è raffigurato un giovane uomo che regge un grande testo aperto, mentre sul lato sinistro una donna volge lo sguardo a Gesù e accanto a lei un uomo che consulta un grande libro aperto in terra in atteggiamento molto plastico, quasi scomposto molto michelangiolesco. La donna che raffigura la Madonna che è la sola figura statica, riflessiva, volutamente in contrapposizione con tutti gli altri personaggi.
La raffigurazione a ventaglio riprende la Cena di Emmaus dell'artista e conservata a Budapest nel Museo delle belle arti, dove i personaggi hanno un movimento quasi rotatorio e molto forzato che riprende le figure affrescate presso la chiesa mariana di Piacenza realizzati dal Pordenone. 
L'opera risente già dell'influenza raffaellesca grazie ai disegni che iniziavano a giungere nella città lagunare. Il giovane Tintoretto riuscì a riportare quanto vi era di importante nella prima metà del Cinquecento avvicinandosi ai dipinti di Michelangelo Buonarroti nella potenza dei personaggi che tanto si avvicinano ai personaggi della Cappella Sistina per la parte stilistica e allontanandosi dai colori caldi di Tiziano Vecellio, mentre la disposizione riporta al Raffaello.